# Khumjungar Himal
Der Khumjungar Himal (auch Khamjungar Himal) ist ein Berg im Himalaya in Nepal.
Der Khumjungar Himal ist mit einer Höhe von 6759 m der höchste Gipfel im Gebirgsmassiv Damodar Himal. Nordwestlich liegt ein 6655 m hoher Nebengipfel des Khumjungar Himal. 3,68 km weiter östlich befindet sich der dritthöchste Gipfel des Damodar Himal, der 6591 m hohe Chhiv Himal. An der Nordflanke des Khumjungar Himal erstreckt sich der Damodargletscher.
Der Khumjungar Himal liegt 10 km von der tibetischen Grenze entfernt. Dort befindet sich der nächsthöhere Berg, der 6889 m hohe Lugula Himal. Dieser liegt in östlicher Richtung in einer Entfernung von 13,04 km im Peri Himal.  
Der Khumjungar Himal wurde vermutlich 1982 von einer japanischen Expedition erstbestiegen.